# Dasineura rumicicola
Dasineura rumicicola är en tvåvingeart som först beskrevs av Rubsaamen 1914.  Dasineura rumicicola ingår i släktet Dasineura och familjen gallmyggor.
Artens utbredningsområde är Tyskland. Inga underarter finns listade i Catalogue of Life.